# Ана Курњикова
Ана Сергејевна Курњикова (рус. Анна Сергеевна Курникова; Москва, 7. јун 1981) је бивша руска професионална тенисерка и манекенка. Упркос томе да никада није освојила ни један турнир у појединачном такмичењу, Ана је постала једна од најпознатијих светских тенисерки. На врхунцу њене каријере, њено име је постало најчешћи појам који је тражен на Гуглу.
Анина професионална тениска каријера била је у сталном паду задњих неколико година, и вероватно се окончала због озбиљних проблема са кичмом и леђима. Имала је неке успехе у појединачним турнирима, али њена специјалност су били парови, где је и била неко време прва на листи. Са Мартином Хингис у паровима освојила је две титуле на гренд слем турнирима: Отворено првенство Аустралије 1999. и 2002.

## Приватни живот
Рођена је 7. јуна 1981. у Москви у бившем СССР. Родитељи Сергеј и Ала Курњиков, су касније емигрирали у САД. Тренутно живи у Мајамију.
Ана је увек била изузетно популарна у медијима, а већ са 15 година била је запажена по својој лепоти и таленту за тенис. Једно време се забављала с руским хокејашем на леду Сергејом Фјодоровим, а током 2001. године су кружиле приче да се млади пар венчао. Стручни штаб Ане Курњикове је ово порекао, мада је Фјодоров 2003. рекао да су се њих двоје венчали и касније развели. Иглесијас је касније у интервјуима рекао да је то била само шала, и да су њих двоје и даље заједно.
2002. године, Ана Курњикова је почела да се забавља с поп певачем Енрикеом Иглесијасом (у чијем се споту за песму "Escape" појавила). Медији су често преносили приче да се пар тајно венчао, мада је Енрике то порекао, а Ана одбијала да прича о томе. У јуну 2008, Иглесијас је за амерички магазин Daily Star изјавио да су се Ана и он венчали претходне године и да су тренутно растављени.
Анин омиљени филм је Згодна жена, телевизијска серија Очајне домаћице, а воли да слуша музику Елтона Џона, Енрикеа Иглесијаса, Гвен Стефани и Шаде. Њене омиљене дестинације за путовање су Москва, Мексико, Њујорк, Лондон и Париз.

## Тениска каријера

### Јуниорка
Родитељи Ане Курњикове венчали су се веома млади, и морали су пуно да раде како би преживели. Морали су да нађу неку занимацију за своју кћерку. Почели су са пливањем и уметничким клизањем, али се тенис показао као прави избор. Почела је да тренира са пет година у тениском клубу Спартак Москва. Тада се открило да је невероватно талентована за тенис.
1989. године, Ана Курњикова је почила да игра на турнирима за јуниоре, и наредне године ју је приметио чувени тренер Ник Болетијери и позвао је да дође да тренира у његовој академији. Ана је постала популарна чим је стигла у САД. Називана једним од највећих талената данашњице, и тренирала је код најбољим тренером данашњице, и од ње су се очекивале велике ствари у каријери.
Са 13 и 14 година, Курњикова је постала запажена интернационална играчица у јуниорској категорији. Освојила је Европско првенство у тенису за јуниоре, које се играло у Риму у оквиру Рим Мастерса. Освојила је и престижни Orange Bowl, а крајем године ИТФ ју је прогласио најбољом тенисерком испод 18 година.

### Сениорка
Курњикова је дебитовала у професионалном тенису са 14 година у Купу федерација за Русију, као најмлађи учесник који је икада учествовао и победио. Са 15 година, освојила је два ИТФ турнира, први у Мидленду и други у Рокфорду. Такође је достигла је 4. рунду Отвореног првенства САД 1996. када ју је зауставила тада 10. играчица света Штефи Граф.
Курњикова је била изабрана за члана Руске представнице на Олимпијским играма 1996 у Аталанти, САД. 1997, као 16-о годишњакиња, достигла је полуфинале на Вимблдону, где ју је победила Мартина Хингис резултатом 6-3, 6-2. Постала је друга тенисерка у историји која је достигла полуфинале Вимблдона у својој дебитантској сезони, после Крис Еверт. То је био највећи успех Ане Курњикове на Гренд слем турнирима у појединачној конкуренцији, иако се од ње очекивало много више.
Ана Курњикова се први пут нашла у топ 20 ВТА листе 1998. године. Ту годину је завршила као 13. играчица планете у појединачној и 10. у конкуренцији парова. Њен успех наставио се наредних година: 1999. године била је 12. играчица појединачно и 1. у паровима, а 2000. појединачно 8. и у паровима 4.
У својој каријери је забележила импресивне победе над славним тенисеркама као што су Мартина Хингис, Штефи Граф, Моника Селеш, Џенифер Капријати и Линдси Давенпорт. Курњикова је освојила и две Гренд слем титуле у категорији дубл са Мартином Хингис 1999. и 2002. године, обе на Отвореном првенству Аустралије.
Последњих година своје професионалне каријере, Ана није имала много успеха. Мучиле су је разне повреде и озбиљни проблеми с кичмом и леђима, због којих је била приморана да оконча своју каријеру 2003. године.

### Данас
Курњикова није играла на ВТА туру од 2003. године. 2004. године, након успешног лечења, учествовала је на хуманитарним мечевима које је организовао Елтон Џон, заједно са Сереном Вилијамс и Ендијем Родиком. У јануару 2005. је играла егзибициони меч са Џон Мекинроом против Крис Еверт и Ендија Родика.
2005. је почела је да игра за "World Team Tennis". Тренутно је члан екипе "St. Louise Aces", и игра само у конкуренцији парова. У новембру је играла егзибициони меч са Мартином Хингис, против Лисе Рејмонд и Саманте Стосур, а сав приход је ишао у хуманитарне сврхе. 2005. је играла егзибициони меч пред Отворено првенство САД, са Рафаелом Надалом против Роџера Федерера и Мартине Навратилове.
Ана тренутно игра егзибиционе мечеве за "World Team Tennis", као члан екипе "St. Louise Aces". Такмичи се само у категорији парова.

## Стил игре
Курњикова држи рекет у десној руци, и користи обе руке како би употребила свој бекхенд. Такође је врло добра на мрежи. Игра различите врсте удараца: један од њих је дугачак и тешко одбрањив ударац са основне линије, а игра и одличан дроп шот - лоптица пређе мрежу и одмах се заустави на земљи.

## Опрема и уговори
Компанија Сони је 1999. године објавила игрицу за Сони Плејстејшн, звану Anna Kournikova's Smash Court Tennis. Такође, до 2002. године је рекламирала спортску модну кућу Адидас. Користи рекете јапанске фирме Yonex.
1999. године, Ана Курњикова је зарадила готово десет пута више новца од уговора са спонзорима, него од играња тениса. Већ неколико година рекламира спортску опрему K-Swiss.
2007. године, процењено је да је Ана Курњикова од спонзорских уговора зарадила око 50 милиона фунти. Она је тада рекла: „Не можете бити само добра тенисерка или прелепа девојка да бисте били успешни. Како бисте успели у тенису, морате имати талента, позитиван изглед и мозак“.

## Награде
- 1996: Награда женске тениске асоцијације за најбољу нову тенисерку
- 1999: Награда женске тениске асоцијације за најбољи тениски пар године (са Мартином Хингис)

## Гренд слемфинала

### Женски парови (3)

#### Победе (2)
| Година | Турнир                            | Партнерка      | Противнице у финале                      | Резултат у финалу |
| 1999   | Отворено првенство Аустралије     | Мартина Хингис | Линдси Давенпорт Наташа Зверева          | 7–5, 6–3          |
| 2002   | Отворено првенство Аустралије (2) | Мартина Хингис | Данијела Хантухова Аранча Санчез Викарио | 6–2, 6–7, 6–1     |

#### Порази (1)
| Година | Турнир                       | Партнерка      | Противнице у финалу            | Резултат у финалу |
| 1999   | Отворено првенство Француске | Мартина Хингис | Серена Вилијамс Винус Вилијамс | 6–3, 6–7, 8–6     |

### Мешовити парови

#### Порази (2)
| Година | Турнир                 | Партнер        | Противници у финалу                | Резултат у финалу |
| 1999   | Вимблдон               | Јонас Бјоркман | Леандер Паес Лиса Рејмонд          | 6–4, 3–6, 6–3     |
| 2000   | Отворено првенство САД | Макс Мирни     | Џеред Палмер Аранча Санчез Викарио | 6–4, 6–3          |

## ВТА финала

### Појединачно

#### Победе (0)
| Легенда           |
| Гренд слем (0)    |
| ВТА шампионат (0) |
| Тијер I (0)       |
| Тијер II (0)      |
| Тијер III (0)     |
| Тијер IV (0)      |
| ИТФ титуле (2)    |

| Бр. | Датум             | Турнир                | Подлога | Противница у финалу | Резултат   |
| 1.  | 18. фебруар 1996. | Мидленд, САД          | Тврда   | Линдзи Ли Вотерс    | 7-6(2) 6-1 |
| 2.  | 10. март 1996.    | Рокфорд, Илиноис, САД | Тврда   | Јука Јошида         | 6-1, 6-4   |

#### Порази (4)
| - 1998: Мајами (изгубила од Винус Вилијамс) - 1999: Хилтон Хед (изгубила од Мартине Хингис) | - 2000: Москва (изгубила од Мартине Хингис) - 2002: Шангај (изгубила од Ане Смашнове) |

### Женски парови

#### Победе (16)
| Легенда           |
| Гренд слем (2)    |
| ВТА шампионат (2) |
| Тијер I (4)       |
| Тијер II (6)      |
| Тијер III (1)     |
| Тијер IV (1)      |

| Бр. | Датум               | Турнир                            | Подлога | Партнерка      | Противнице у финалу                      | Резултат у финалу |
| 1.  | 21. септембар 1998. | Токио, Јапан                      | Тврда   | Моника Селеш   | Мери Џо Фернандез Аранча Санчез Викарио  | 6–4 6–4           |
| 2.  | 8. јануар 1999.     | Мелбурн, Аустралија               | Тврда   | Мартина Хингис | Линдси Давенпорт Наташа Зверева          | 7–5, 6–3          |
| 3.  | 1. март 1999.       | Индијан Велс, Калифорнија, САД    | Тврда   | Мартина Хингис | Мери Џо Фернандез Јана Новотна           | 6–2, 6–2          |
| 4.  | 3. мај 1999.        | Рим, Италија                      | Шљака   | Мартина Хингис | Александра Фусај Натали Тозија           | 6–2, 6–2          |
| 5.  | 14. јун 1999.       | Истборн, Енглеска                 | Трава   | Мартина Хингис | Јана Новотна Наташа Зверева              | 6–4, ret.         |
| 6.  | 15. новембар 1999.  | Њујорк, Њујорк, САД               | Тепих   | Мартина Хингис | Лариса Неиланд Аранча Санчез Викарио     | 6–4, 6–4          |
| 7.  | 3. јануар 2000.     | Голд Коаст, Квинсленд, Аустралија | Тврда   | Жули Алар      | Сабин Апелман Рита Гранде                | 6–3, 6–0          |
| 8.  | 1. мај 2000.        | Хамбург, Немачка                  | Шљака   | Наташа Зверева | Никол Арент Манон Болеграф               | 65-7, 6–2, 6–4    |
| 9.  | 2. октобар 2000.    | Филдерштат, Немачка               | Тврда   | Мартина Хингис | Аранча Санчез Викарио Барбара Шет        | 6–4, 6–2          |
| 10. | 9. октобар 2000.    | Цирих, Швајцарска                 | Тепих   | Мартина Хингис | Кимберли По Ан-Гаел Сидо                 | 6–3, 6–4          |
| 11. | 6. новембар 2000.   | Филаделфија, САД                  | Тепих   | Мартина Хингис | Лиса Рејмонд Рене Стабс                  | 6–2, 7–5          |
| 12. | 13. новембар 2000.  | Њујорк, САД                       | Тепих   | Мартина Хингис | Никол Арент Манон Болеграф               | 6–2, 6–3          |
| 13. | 8. јануар 2001.     | Сиднеј, Аустралија                | Тврда   | Барбара Шет    | Лиса Рејмонд Рене Стабс                  | 6–2, 7–5          |
| 14. | 1. октобар 2001.    | Москва, Русија                    | Тепих   | Мартина Хингис | Јелена Дементјева Лина Красноруцкаја     | 7–61, 6–3         |
| 15. | 14. јануар 2002.    | Мелбурн, Аустралија               | Тврда   | Мартина Хингис | Данијела Хантухова Аранча Санчез Викарио | 6–2, 64-7, 6–1    |
| 16. | 9. септембар 2002.  | Шангај, Кина                      | Тврда   | Џенет Ли       | Аи Сугијама Рика Фујивара                | 7–5, 6–3          |

#### Порази (12)
| - 1995: Москва (партнерка Александра Олса) - 1998: Париз (партнерка Лариса Неиланд) - 1998: Линц (партнерка Лариса Неиланд) - 1998: Филдерштат (партнерка Аранча Санчез Викарио) - 1999: Отворено првенство Француске (партнерка Мартина Хингис) - 1999: Станфорд (партнерка Јелена Лиховцева) | - 2000: Индијан Велс (партнерка Наташа Зверева) - 2000: Сан Дијего (партнерка Линдси Давенпорт) - 2000: Москва (партнерка Мартина Хингис) - 2001: Токио (партнерка Ирода Туљаганова) - 2001: Сан Дијего (партнерка Мартина Хингис) - 2002: Сиднеј (партнерка Мартина Хингис) |

## Појединачни гренд слем резултати
| Година | Отворено првенство Аустралије | Отворено првенство Француске | Вимблдон   | Отворено првенство САД |
| ------ | ----------------------------- | ---------------------------- | ---------- | ---------------------- |
| 1996   | НУ*                           | НУ                           | НУ         | 4. коло                |
| 1997   | 1. коло                       | 3. коло                      | Полуфинале | 2. коло                |
| 1998   | 3. коло                       | 4. коло                      | О*         | 4. коло                |
| 1999   | 4. коло                       | 4. коло                      | 4. коло    | О                      |
| 2000   | 4. коло                       | 2. коло                      | 3. коло    | ОП                     |
| 2001   | Четврфинале                   | О                            | О          | О                      |
| 2002   | 1. коло                       | 1. коло                      | 1. коло    | 1. коло                |
| 2003   | 2. коло                       | НУ                           | НУ         | НУ                     |

- О - Отказала учешће усред повреде.